# Петер Јухас
Петер Јухас (мађ. Juhász Péter; Лучењец, 3. август 1948 — Будимпешта, 29. март 2024) био је мађарски фудбалер, репрезентативац, дефанзивац. Седмоструки шампион Мађарске са Ујпешт Дожом. У сезони 1968/69, био је део екипe Ујпешта која је играла финале Купа сајамских градова против Њукасла. Био је мађарски фудбалер године за 1972.

## Каријера

### Клуб
1967. године приступио је у Ујпешт Дожу. Био је део тима који је забележио освајање седам лигашких титула у низу између 1969. и 1975. године. Сезону пре почетка низа били су на другом месту у шампионату Мађарске, а на крају после победничког низа у наредној сезони су завршили као трећи. Осим тога, у његовим достигнућима су и три титуле у мађарском купу. Током сезоне 1968/69 био је члан екипе која је дошла до финала Купа сајамских градова, међутим, није наступио у финалној утакмици. За Ујпешт је одиграо укупно 148 лигашких утакмица и постигао 6 голова. Играо је за Татабању од 1976. до 1978, за Волан СЦ од 1979. до 1982, а од 1982. за нижеразредне клубове. Године 1986. у НБ II ФК бр.22 Волан, окончао је активну фудбалску каријеру. Потом је још играо али не тако активно у Гедоу и коначно у тиму Чиноин, када је дефинитивно окачио копачке о клин.

### Репрезентација
Од 1971. до 1973. године играо је 24 пута за репрезентацију Мађарске и постигао 1 гол. Године 1972. био је члан тима који се пласирао на четврто место на Европском првенству, а освојио је и сребрну олимпијску медаљу на Летњим олимпијским играма 1972. године са олимпијском репрезентацијом Мађарске.

## Достигнућа
Ујпешт
- Прва лига Мађарске у фудбалу: 
  - шампион: 1969, 1970, 1970/71, 1971/72, 1971/72, 1972/73, 1973/74, 1974/75
- Куп Мађарске у фудбалу: 
  - првак: 1969, 1970, 1974/75
- Куп европских шампиона (КЕШ)
  - полуфинале: 1973/74
  - четвртфинале: 1971/72, 1972/73
- Куп сајамских градова (КСГ)
  - финалиста: 1968/69.

Мађарска
- Европско првенство у фудбалу
  - 4.: 1972, Белгија
- Фудбал на Летњим олимпијским играма
  - сребрна медаља: 1972, Минхен
- Фудбалер године у Мађарској: 1972